# Adenophora palustris
Adenophora palustris là loài thực vật có hoa trong họ Hoa chuông. Loài này được Vladimir Leontyevich Komarov mô tả khoa học đầu tiên năm 1899.